# Морено, Белита
Белита Морено (англ. Belita Moreno, род. 1 ноября 1949) — американская актриса, наиболее известная благодаря ролям в телевизионных комедиях.
Морено родилась и выросла в Далласе, штат Техас, где окончила Южный методистский университет. В конце 1970-х она переехала в Голливуд, где получила роли второго плана в нескольких кинофильмах, а также появлялась в различных телешоу, включая «Лу Грант», «Золотые девочки» и «Семейные узы».
Морено получила известность после регулярной роли в ситкоме ABC «Идеальные незнакомцы», где она снималась с 1986 по 1992 год. Наибольшей известности она добилась играя роль властной матери в ситкоме ABC «Джордж Лопес» с 2002 по 2007 год. Морено также сыграла множество других ролей на телевидении, в таких сериалах как «Мелроуз Плейс» и «Посредник Кейт», а также часто появлялась в мини-сериалах и телефильмах.

## Фильмография
- 3 женщины (1977)
- Свадьба (1978)
- Запомни мое имя (1978)
- Идеальная пара (1979)
- Дорогая мамочка (1981)
- Джекилл и Хайд... Снова вместе (1982)
- Дополнительная смена (1984)
- О, Боже! Ты дьявол (1984)
- Девчонка не промах (1986)
- Два придурка в Голливуде (1988)
- Мужчины не уходят (1989)
- Прямая и явная угроза (1994)
- Убийство в Гросс-Пойнте (1997)
- Волшебники из Вэйверли Плэйс / Wizards of Waverly Place (2008) — Магдалена
- Дневник слабака (2010)
- Дневник слабака 2: Правила Родрика (2011)